# John Boys
John Boyes (John Bois, John Boys) (1560-1643) (* Nettlestead, Suffolk, 3 de Janeiro de 1560 Ely, Cambridgeshire, 14 de Janeiro de 1643), notável erudito clássico, profundo conhecedor do Hebraico e do Grego, e um dos seis tradutores da Versão Autorizada da Bíblia, mais conhecida como Versão do rei Jaime, publicada em 1611.

## Biografia
Era filho de William Bois, estudou teologia com Martin Bucer (1491-1551) e converteu-se ao catolicismo. Sua mãe, Mirable Poolye, mulher piedosa, segundo um dos seus filhos, ela leu a bíblia mais de doze vezes. Embora tivessem outros filhos, apenas John chegou à idade adulta. Com a idade de cinco anos ele já havia lido a Bíblia em hebraico. Aos seis anos, já sabia escrever nesse idioma.  Estudou no Colégio Hadley, junto com "John Overall" (1560-1619), futuro deão da Catedral de São Paulo, Bispo de Norwich e também co-tradutor da "Versão Autorizada da Bíblia". Teve aulas de grego com o reverendo "Henry Copinger" (1550-1622). Ele tinha vontade de estudar medicina, mas esse estudo fez com que ele começasse a se tornar hipocondríaco.
Boys estudou na Universidade de Cambridge e foi admitido no colégio St. John's em 1575 aos quatorze anos, uma grande façanha para aquela época quando os estudantes eram considerados precoces ao entrarem para a universidade antes dos 21 ou 22 anos. Em 1580, Boys foi eleito "Fellow" do Colégio St John's, e na mesma época teve varíola. Em 21 de Junho de 1583, foi ordenado diácono da Igreja Anglicana, pelo bispo Edmund Freke (1516-1591). Dr. Andrew Downes (1550-1628), que deu aulas em Cambridge de 1585 a 1625, foi seu professor de grego. Em 1580 ele foi nomeado Fellow (Amigo e protetor) do Colégio St. John's, em Cambridge, onde, durante dez anos, ele deu aulas de grego. Um de seus alunos mais famosos era "Thomas Gataker" (1574-1654), um eminente erudito em hebraico, latim e grego e membro da Assembleia de Westminster. Muitos de seus contemporâneos foram pessoas de renome tais como "James Ussher" (1581-1656), Arcebispo de Armagh, que escreveu um tratado sobre a origem da Septuaginta grega; "Jeremiah Whitaker" (1599–1654) que lia todas as Epístolas em grego uma vez por semana e "John Conant" (1608-1694), professor real de teologia da Universidade de Oxford por diversas vezes discursava publicamente em grego.

## Ministério e tradução
Em 21 de Junho de 1583 ele foi ordenado diácono, e no dia seguinte, ministro. Com a morte de seu pai, Boys se tornou reitor do "Colégio West Stowe", perto de St. Edmundsbury, em Suffolk, mas, pouco depois, ele renunciou, e voltou a dar aulas no Colégio St John.  Algum tempo depois ele se tornou capelão do "Conde de Shrewsbury". Quando ele tinha 36 anos, ele casou com a filha do Sr. "Francis Holt", reitor de Boxworth, do condado de Cambridgeshire, a quem ele sucedeu em 13 de Outubro de 1596.  A sua jovem esposa se mostrou ser uma mulher não muito econômica, e estando ele mergulhado nos estudos, logo ficou muito endividado, sendo obrigado a vender sua coleção de livros a preços muito desvantajosos. A perda de sua biblioteca o deixou tão penalizado, que ele chegou a pensar em deixar sua terra natal.
Quando uma nova tradução da Bíblia estava para ser feita, ele foi convidado. Supervisionado por "John Duport" (1555-1617), ele cumpriu não só a sua parte, como também uma parte dos Livros Apócrifos, com grande reputação, embora tivesse pouco lucro, pois não recebia outros proventos além dos habituais. Ele também foi um dos seis encarregados pela revisão de toda a tradução da Bíblia, cuja tarefa foi realizada em nove meses, sendo que cada um deles recebeu 30 xelins por semana.
Algum tempo depois ele ajudou Henry Saville (1549-1622) a publicar as obras de São João Crisóstomo, e recebeu de presente uma cópia do livro, pelos muitos anos que passou trabalhando com ele: pois Henry Saville pretendia torná-lo "fellow" do Colégio Eton. Em 1615, Dr. Lancelot Andrewes (1555-1626), Bispo de Ely, concedeu a ele, sem que ele pedisse, uma prebenda da sua igreja. Quando ele era jovem, o Dr. Whitaker havia dado a ele três regras para pessoas que levam uma vida sedentária: a primeira era "estudar sempre de pé", a segunda, "nunca estudar diante de uma janela" e a terceira: "jamais ir para cama com os pés frios".
Um grupo de eruditos, encarregados de traduzir as Crônicas e Cantares de Salomão, certa vez, precisaram da ajuda de Boys em sua versão original em hebraico. O professor "Edward Lively" (1545 - 1605), que era o supervisor do projeto, havia morrido assim que o trabalho foi iniciado. Durante quatro anos Boys passava de segunda a sexta-feira em trabalho de tradução, retornando para os trabalhos ministeriais de sábado, quando passava o dia com sua família. Sua dedicação pelo trabalho se evidenciava pelo fato de que ele não recebia nenhuma remuneração pela assistência, além das refeições e da acomodação no colégio.
Em 1609 ele sucedeu John Duport como prebendário de Ely, embora também desempenhasse a função de reitor de Boxworth, onde passou os últimos anos de sua vida.